# Extreme Rules (2022)
Extreme Rules (2022) — четырнадцатое шоу Extreme Rules, премиальное живое шоу производства американского рестлинг-промоушна WWE. Шоу состоялось 8 октября 2022 года, на арене «Уэллс Фарго Центр» в Филадельфии, Пенсильвания, США. Впервые шоу под названием Extreme Rules прошло в субботу.
На шоу было проведено шесть матчей, все из которых проходили по особым правилам. В главном событии Мэтт Риддл победил Сета «Фрикин» Роллинса в матче в бойцовой яме, в котором Даниэль Кормье был специальным приглашенным рефери.
На мероприятии также состоялось возвращение Брэя Уайатта, который был уволен из WWE в июле 2021 года, а на шоу не появлялся с WrestleMania 37

## Предыстория шоу
Extreme Rules — ежегодное гиммиковое шоу, которое в WWE организуют с 2009 года. До того шоу выходило под названием One Night Stand. Особенность шоу — значимые матчи проводятся без правил или с дополнительными условиями. О проведении шоу в октябре стало известно лишь в июне 2022 года. В изначальном календаре Премиум-шоу, опубликованном 25 октября 2021 года, в октябре не было предусмотрено никаких шоу. Лишь 13 июня 2022 года были утверждены название, дата и место проведения шоу — Extreme Rules, 8 октября и Филадельфия (Пенсильвания). Таким образом впервые шоу было назначено на субботу. Всего это должно стать 14-е шоу под названием Extreme Rules.

## Сюжеты и назначение матчей
Традиционно на шоу рестлинга рестлеры проводят матчи, развивающие их сюжеты и истории. Наиболее частый вид матча — противостояние положительного («фейс») и отрицательного («хил») персонажей. Подготовка матча и раскрытие сути конфликта происходит на телевизионных шоу — в случае основного ростера WWE это Raw и SmackDown.
На SmackDown 9 сентября состоялся отборочный матч за женское чемпионство SmackDown. В нём приняли участие пять рестлерш, и победу одержала Ронда Роузи, получившая титульный матч на Extreme Rules против действующей чемпионки Лив Морган. Роузи была предыдущей чемпионкой, которая потеряла титул на Money in the Bank после того, как Морган реализовала кейс MITB. Роузи затем не смогла вернуть титул в матче-реванше на SummerSlam. Встреча Морган и Роузи должна стать третьей в году. Морган при этом является лишь третьей рестлершей, которая смогла удержать Ронду Роузи в WWE, и первой, кому удалось это сделать дважды. К матчу против Роузи Морган подошла с ещё одной успешной защитой титула от бывшей представительницы ММА — Шейны Баслер, которую она победила на Clash at the Castle.
На шоу SummerSlam изначально был назначен матч Роллинса против Риддла, у которых назрели противоречия ранее. Более того у рестлеров ранее были трения за пределами рестлинга. Этот матч был снят карда после того, как Роллинз нанёс Риддлу сюжетную травму. На SummerSlam обратился к Роллинзу, потребовав ответа за свои действия. Сет напал на Риддла и снова провел ему «Стомп». Матч был назначен на британское стадионное шоу Clash at the Castle, и этот матч снова остался за Роллинзом. Сет удержал Риддла после двух «Стомпов», один из которых был проведен из прыжка с канатов. Матч-реванш рестлерам назначили на Extreme Rules несмотря на то, что Роллинс всячески сопротивлялся этому назначению. Риддл потребовал, чтоб матч был проведен по особенным правилам — «Бойцовой ямы», и Роллинс согласился. 2 октября обозреватель ММА Ариэль Гельвани сообщил, что специальным судьей матча станет экс-Чемпион UFC Дэниел Кормье. Это назначение подтвердили на Raw 3 октября.
Шотландец Дрю Макинтайр летом получил право на матч за Неоспоримое чемпионство Вселенной WWE против обладателя титула Романа Рейнса на шоу Clash at the Castle, которое прошло в Великобритании. Незадолго до шоу возвращение в WWE совершил бывший чемпион NXT Каррион Кросс, начавший угрожать обоим участникам матча. Позже Кросс перенёс внимание на Дрю Макинтайра, и даже объявился на британском премиум-шоу, хотя и не повлиял на исход матча. На SmackDown 9 сентября Кросс напрямую напал на Макинтайра и запер в свой фирменный болевой. Макинтайр обвинил Кросса в трусости и в постоянных нападениях исподтишка, на что Кросс ответил нападением на Макинтайра во время его матча против недавнего дебютанта SmackDown Соло Сикоа. 23 сентября на SmackDown Макинтайр объявил, что договорился с руководством WWE о матче, который пройдет на Премиум-шоу Extreme Rules. Причем матч этот будет с ремнём — дабы исключить для Кросса возможность сбежать от Дрю. Кросс отреагировал на это сообщение ещё одним нападением исподтишка, а когда Макинтайр ответил, атаковал его огненным шаром и ударил в пах, правда вызов на матч при этом принял.
На SummerSlam свое возвращение после отсутствия, вызванного разными причинами, на шоу WWE совершили Бэйли, Дакота Кай и Ийо Скай. Они завязали противостояние с Бьянкой Билэйр, которой на помощь пришли Алекса Блисс и Аска. 8 августа на Raw этим рестлершам был назначен матч трио на Clash at the Castle. Этот матч завершился тем, что Бэйли удержала Бьянку, принеся победу своей команде. После этого Бэйли заявила о своих претензиях на титул красного бренда и 26 на Raw был утвержден матч между Бьянкой и Бэйли. Причем рестлершам был назначен матч с лестницами.
Весной 2022 года Эдж основал группировку с темным и готическим настроением — «Судный день». К нему присоединились Дамиан Прист и Рея Рипли. Позже к группе присоединился Финн Балор, а Эджа из группировки выгнали и побили. После этого новый состав Судного дня связался в противостоянии с Реем и Домиником Мистерио. Их матч на SummerSlam завершился победой лучадоров после возвращения Эджа. Через день на Raw Эдж ещё раз спас Мистерио, но затем ошибочно атаковал Доминика «Гарпуном». Эдж провел матч 1х1 против Дамиана Приста на Raw 22 августа в канадском Торонто. Противостояние привело к назначению командного матча, причем Рей Мистерио в нём объединился с Эджем — впервые за примерно 20 лет. Рей уговорил сына, что Эдж сможет достойно представить их сторону в этом матче, чем разочаровал младшего Мистерио. В итоге в этом матче Доминик сначала помог своей команде победить, однако после матча пнул Эджа в пах, а отца вырубил клоузлайном, совершив хилтёрн. На Raw 12 сентября «Судный День» снова жестоко избил Эджа, попытавшись травмировать его ногу, использовав стул. Эдж вернулся через две недели на Raw в Эдмонтоне и бросил вызов Финну Балору на матч по правилам «Я сдаюсь». Вызов был принят.
19 августа Шимус выиграл 5-сторонний матч претендентов на интерконтинентальное чемпионство, которым владел Гюнтер. В преддверии их матча на премиум-шоу Clash at the Castle к противостоянию рестлеров подключились их спутники — Бутч с Холландом за Шимуса, а также Людвиг Кайзер за Гюнтера. На самом Clash at the Castle к Гюнтеру и Кайзеру присоединился Джованни Винчи, который ранее выступал с ними в группировке «Империум». Гюнтер в том матче смог сохранить титул, но противостояние лишь ожесточилось. 9 сентября на SmackDown рестлеры провели матч 3х3, и сильнее оказался «Империум». 23 сентября на SmackDown «Империум» вмешался в матч Бутча и Холланда за командное чемпионство WWE, а после шоу стало известно, что Шимус и Гюнтер на премьере сезона SmackDown проведут ещё один матч за интерконтинентальное чемпионство. 29 сентября также был назначен ещё один матч 3х3 по правилам «Старого доброго стильного Доннибрука». Матч за интерконтинентальное чемпионство, состоявшийся за день до Extreme Rules, завершился ещё одной победой Гюнтера, который исподтишка ударил Шимуса посторонним предметом — дубинкой шилейлой.

## Результаты
| №                               | Результаты                                                                                                  | Условия                                                                   | Время |
| ------------------------------- | --- | ------------------------------------------------------------------------- | ----- |
| 1                               | «Дерущиеся бруты» (Шимус, Ридж Холланд и Бутч) победили «Империум» (Гюнтер, Людвиг Кайзер и Джованни Винчи) | Командный матч 3х3 по правилам «Старого, доброго и стильного Доннибрука»  | 17:50 |
| 2                               | Ронда Раузи победила Лив Морган (с)                                                                         | Одиночный матч Extreme Rules за титул чемпиона WWE SmackDown среди женщин | 12:05 |
| 3                               | Каррион Кросс (со Скарлетт) победил Дрю Макинтайра                                                          | Одиночный матч с ремнём                                                   | 10:20 |
| 4                               | Бьянка Белэр победила Бэйли                                                                                 | Одиночный матч с лестницами за титул чемпиона WWE Raw среди женщин        | 16:40 |
| 5                               | Финн Балор победил Эджа                                                                                     | Матч I Quit                                                               | 29:55 |
| 6                               | Мэтт Риддл победил Сета «Фрикин» Роллинса                                                                   | Одиночный матч в бойцовой яме Специальный судья Дэниел Кормье             | 16:35 |
| - (ч) – чемпион на начало матча | |                                                                           |       |

## Результаты и события шоу
В первом матче свой второй матч в формате 3х3 провели «Империум» и «Дерущиеся бруты». На этот раз матч шёл без дисквалификаций и отсчётов, что позволило рестлерам использовать посторонние предметы. Так в матче активно проводились удары традиционной ирландской дубинкой шилейлой. В концовке Шимус провел «Кельтский Крест» Гюнтеру на стол комментаторов, после чего вернулся на ринг, провел Джованни Винчи Брог-кик и удержал его.
Во втором матче свой третий титульный матч в этом году провели Лив Морган и Ронда Роузи. Морган ранее имела две победы над Роузи, но этот матч прошел по экстремальным правилам. В матче активно использовали биту, которую Морган вынесла с собой. Также был сломан стол, на который Морган положила Роузи и затем провела сентон. В концовке матча Роузи заперла Морган в болевом ногами, и та потеряла сознание, но при этом не сдалась. Роузи выиграла титул — второе чемпионство Smackdown, а всего третий женский титул в WWE.
Третий матч свёл на ринге экс-Чемпиона WWE Дрю Макинтайра и недавно вернувшегося в компанию Карриона Кросса. Кросс поначалу хотел избежать связывания ремнём, поэтому потасовка началась до официального начала матча. Макинтайр в итоге, уверенно проведя дебют, надел на Кросса ремень. Матч проходил в зрительном зале, Скарлетт пыталась вмешиваться, но Макинтайр её игнорировал. Решающим моментом стало вмешательство Скарлетт, прыснувшей из баллончика в лицо Макинтайру, после чего Кросс провел свой финишер и удержал его.
В четвёртом матче Бьянка Билэйр защищала титул от Бэйли в матче с лестницами. Бэйли пытались помочь её подруги по группировке «Контроль повреждений» Дакота Кай и Ийо Скай. Бьянка смогла от них отбиться, а затем закинула обеих на третий канат, подняла на плечи и провела им одновременно «Поцелуй смерти». Ещё один «КОД» получила Бэйли, которая при этом держала в руках лестницу. После этого Бьянка залезла по лестнице и сняла Чемпионский титул.
В пятом матче Финн Балор бился против Эджа в матче, в котором нужно было заставить оппонента произнести слова «Я сдаюсь». Оба рестлера отказывались это делать. Матч также проходил не только на ринге, но и за его пределами. Балору помогали другие участники Судного дня, Эджу на помощь пришли Рей Мистерио и Бет Финикс. Рея Рипли ударила Бет кастетом в затылок, вырубив её, а затем положила её голову на стул и замахнулась другим стулом. Это вынудило Эджа сказать «Я сдаюсь», но Рипли все равно нанесла свой удар.
Главным матчем шоу стало противостояние в «Бойцовской яме» Сета Роллинса и Мэтта Риддла. Судил матч Даниэль Кормье, который сразу жестко дал понять участникам, что не потерпит пренебрежительного отношения. Роллинс на матч вышел в костюме с нарисованным драконом, а также демонстрировал жесты большими пальцами на себя, выкрикивая «Сет Фрикин Роллинс», что было отсылкой к Робу Ван Даму, который выступал в Филадельфийском промоушне ECW в 90е, а также давно употребляет разрешённые лёгкие наркотики. Риддл одержал победу, заставив Роллинса сдаться в Бро-миссии.
Также на шоу показали серию закулисных сегментов, в ходе которых маскот местной хоккейной команды Флайерс «Гритти» пытался вручить Мизу майку со своим изображением. Миз выбрасывал майку и даже нападал на Гритти. Появившийся Декстер Лумис снова напал на Миза, усыпил его, позволив Гритти пнуть его, а затем ушел.
После завершения последнего матча на арене погас свет, голос запел песню «Весь мир в его руках», а затем в зале стали появляться персонажи бывшего шоу Брэя Уайатта «Дом светляков» — свин Хаски, стервятник Мерси, Бормочущий кролик, сестра Абигейл и Демон. На столе комментаторов появилась маска Демона Уайатта, а в эфире показали кадры из заброшенного павильона, где снималось шоу «Дом светляков». Таинственная фигура в маске по телевизору произнесла давно повторяемые тезисы про убийство мира, и в итоге из освещенного дверного проёма показалась фигура с лампой. На крупном плане это оказался Брэй Уайатт, который сказал, что они здесь. На этом шоу завершилось.